# George McGovern
George Stanley McGovern, Ph.D (19. juli 1922 - 21. oktober 2012) var en amerikansk politiker, der har siddet i Repræsentanternes Hus og i det amerikanske senat. I 1972 stillede han op som præsidentkandidat for Demokraterne, men tabte i et jordskredsvalg til Richard Nixon.
McGovern var kendt for sin modstand mod Vietnamkrigen.